# Астрал 5: Красная дверь
«Астрал 5: Красная дверь» (англ. Insidious: The Red Door) — американский фильм ужасов о сверхъестественном 2023 года режиссёра Патрика Уилсона. Фильм является пятым, как по счёту, так и по хронологии фильмом, а также продолжением фильмов «Астрал» и «Астрал: Глава 2» (в то время, как «Астрал 3» и «Астрал 4: Последний ключ» были приквелами) в котором Патрик Уилсон и Тай Симпкинс повторят свои роли из предыдущих частей.
После выхода четвёртой части в 2018 году Blumhouse выбрала возможности для производства будущих фильмов этой франшизы, в том числе кроссовера с серией «Синистер». В октябре 2020 года студия объявила, что Уилсон будет режиссировать пятую ленту и сниматься в ней, а Блум, Пери и Ван напишут сценарий на основе рассказа, написанного вместе с Ли Уоннеллом. При производственном бюджете в 16 миллионов долларов (самом большом в серии на данный момент) съемки проходили в августе 2022 года в округах Моррис и Мэдисон в окрестностях Нью-Джерси.
«Астрал 5: Красная дверь» был показан в США компанией Sony Pictures 7 июля 2023 года. Фильм собрал 189 миллионов долларов по всему миру, став самым прибыльным во франшизе. Кроме того, картина получила неоднозначные отзывы критиков. Продолжение и спин-офф находятся в разработке.

## Сюжет
Воспоминания Джоша Ламберта о его опыте в другом мире спустя девять лет после его одержимости были подавлены. Он разведён со своей женой Рене, а его мать Лоррейн недавно умерла. Его отношения с сыном Долтоном стали натянутыми, и он пытается наладить отношения между ними, отвозя его в колледж, но это заканчивается их ссорой.
На своем первом художественном уроке Долтон рисует красную дверь. Тем временем Джоша начинает преследовать дух человека, и в конце концов он обнаруживает, что это его отец Бен Бертон, который, как он считал, бросил свою семью, когда был молод. Долтон посещает вечеринку братства со своей соседкой по комнате Крис, где видит призрак студента, которого постоянно рвет. После того, как Долтон снова случайно зашел в другое измерение, Крис показывает Долтону видео на YouTube, созданное Спексом и Такером, объясняющее, как работает астральная проекция, что приводит к клипу, в котором Элис Ренье говорит о другом измерении.
Долтон снова пытается выйти в астральный мир, в то время как Крис наблюдает за его телом. Затем Крис подвергается нападению невидимой сущности, и ее крики предупреждают Долтона, который бросается обратно к своему телу и видит краснолицего демона- того самого, что мучил его в детстве. После того, как Крис предупредила его, чтобы он прекратил использовать свои способности, Долтону звонит его брат Фостер, который рассказывает о повторяющемся сне, в котором Джош пытался их убить. Это подстегивает память Долтона, и он заканчивает свою картину, на которой изображен одержимый Джош перед Красной дверью. Огорченного Долтона затягивают в другое измерение, одержимый Джош нападает на них в подвале. Он борется с Джошем, когда тот пытается убить его в молодости, и в конечном итоге его переносят обратно в логово краснолицего демона, который пленяет Долтона.
Джош начинает расследование своего отца и обнаруживает, что он покончил с собой, находясь в психиатрической больнице. Он разговаривает с Рене, которая раскрывает правду о том, что случилось с их семьей десять лет назад, и о том, что его отец также обладал способностью к астральной проекции, но считал, что то, что он видел, было результатом психического заболевания. Фостер показывает им фотографию картины Долтона, которую он отправил в СМС, и они понимают, что Долтон в опасности. Рене помогает Джошу вернуться в другое измерение, чтобы спасти их сына.
Когда Долтон оказался в ловушке в логове демона, последний овладевает его телом и пытается убить Крис, но его останавливают, когда Джошу удается найти и освободить Долтона. Демон преследует их через красную дверь, а Джош остается, чтобы держать ее закрытой, чтобы Долтон был в безопасности. Долтон возвращается в свое тело и закрашивает красную дверь черной краской, которая, в свою очередь, навсегда запечатывает настоящую дверь и астральную проекцию.
Джош встречает дух своего отца, который возвращает его обратно в мир живых. Вернувшись, Джош соглашается поужинать с Рене и детьми, намекая на возможное воссоединение. Уходя, он неосознанно встречает дух Элис, которая говорит ему, что его ждет светлое будущее. Затем Джош едет в колледж Долтона, где отец и сын примиряются, когда Долтон представляет картину, на которой Джош выносит маленького Долтона из другого измерения.
В сцене после титров свет над уже закрытой красной дверью начинает мерцать.

## В ролях
| Актёр             | Роль                  |
| ----------------- | --------------------- |
| Тай Симпкинc      | Долтон Ламберт        |
| Патрик Уилсон     | Джош Ламберт          |
| Роуз Бирн         | Рене Ламберт          |
| Синклер Дэниэл    | Крис Уинслоу          |
| Лин Шэй           | Элис Райнер           |
| Стив Коултер      | Карл                  |
| Энгус Сэмпсон     | Такер                 |
| Ли Уоннелл        | Спекс                 |
| Эндрю Астор       | Форест Ламберт        |
| Джулиана Дэвис    | Кали Ламберт          |
| Питер Дагер       | Ник                   |
| Хиам Аббасс       | профессор Армаган     |
| Э. Роджер Митчелл | доктор Бауэр          |
| Дэвид Колл        | Бен Бёртон            |
| Джозеф Бишара     | Демон с красным лицом |

## Производство
После премьеры и кассового успеха фильма «Астрал 4: Последний ключ», началась работа над сиквелом. Продюсер Джейсон Блум выразил заинтересованность в кроссовере с «Синистером». 29 октября 2020 года было объявлено о разработке прямого сиквела фильмов «Астрал» и «Астрал: Глава 2», режиссёром которого выступит Патрик Уилсон. Фильм станет его режиссёрским дебютом. В основе сценария, написанного Скоттом Тимсом, рассказ Ли Уэннелла. Уилсон и Тай Симпкинс повторят свои роли из первых двух фильмов.
В феврале 2022 года Уилсон подтвердил, что началась подборка мест съёмок, которые должны начаться весной того же года. Съёмки картины стартовали в августе 2022 года, к актёрскому составу присоединились Питер Дагер, Синклер Дэниел и Хиам Аббасс.

### Музыка
Музыку к фильму написал Джозеф Бишара, который вернулся во франшизу после написания первых четырех фильмов серии. Саундтрек к фильму был выпущен 7 июля на лейбле Madison Gate Records. Призрак сделал кавер на песню «Stay» группы Shakespears Sister. Вокал Патрика Уилсона также присутствует на треке. Это показывает во время заключительных титров. Также был добавлен трек исполнителя с запада Ken Carson.

### Выпуск
Красная дверь была выпущена в США 7 июля 2023 года компанией Sony Pictures .

## Восприятие
На сайте-агрегаторе обзоров Rotten Tomatoes 38 % из 89 рецензий критиков носят положительный характер со средней оценкой 4,9/10. Консенсус веб-сайта гласит: «В более ранних частях были свои моменты, но за пятым фильмом скрывается разочаровывающая развязка когда-то пугающей франшизы». Metacritic, который использует средневзвешенное значение, присвоил фильму 45 баллов из 100 на основе 23 критиков, что указывает на «смешанные или средние отзывы». Зрители, опрошенные CinemaScore, поставили фильму среднюю оценку «C+» по шкале от A+ до F, в то время как PostTrak сообщил, что 72 % зрителей дали фильму положительную оценку.
Оуэн Глейберман в обзоре для Variety дал фильму отрицательную рецензию, написав: «Для начинающего режиссёра Патрик Уилсон делает неплохую работу, но он работает с сюжетными ходами, которые уже были отработаны до смерти. Пора закрывать этот карнавал душ». Миган Наварро, в рецензии для Bloody Disgusting, считает, что фильм удовлетворительно завершает серию. Она пояснила: «Те, кто надеется узнать больше о Демоне и самых тёмных уголках Дальнего мира, могут остаться разочарованными. Фильм не интересуется мифологией, вместо этого рассматривает, как его призраки раскололи семью и сможет ли любовь снова объединить их. Уилсон напоминает зрителям, почему они так полюбили семью Ламберт, в сентиментальном сиквеле с нежностью прощаясь с ними. Хотя оно и не даёт ощущения окончательности дальнейшей судьбы или её призрачных обитателей, оно предлагает пикантное завершение главным героям, с которых всё началось».

## Продолжение и спин-офф
Кинокомпания Sony Pictures раскрыла дату шестой части серии хорроров «Астрал». Новая часть знаменитой франшизы выйдет в мировой прокат 21 августа 2026 года, а съёмки ленты должны завершиться до конца 2024 года. Кроме того, Sony работает над сериальным спин-оффом «Астрал: Нить» с Мэнди Мур, анонсированным в 2023 году.